# ناصرآباد (قزوین)
ناصرآباد، روستایی از توابع بخش مرکزی شهرستان قزوین در استان قزوین ایران است.

## جمعیت
این روستا در دهستان اقبال غربی قرار دارد و براساس سرشماری مرکز آمار ایران در سال ۱۳۸۵، جمعیت۱۵۰۰۰نفر (۶۴۹خانوار) بوده است.